# Reduto do Morro de Santa Teresa
O Reduto do Morro de Santa Teresa foi uma fortificação projetada para o alto do morro de Santa Teresa, na cidade e estado do Rio de Janeiro, no Brasil.

## História
Esta estrutura encontra-se ilustrada em uma planta para as fortificações propostas sobre o morro de Santa Teresa para complemento da defesa do acesso por terra à cidade do Rio de Janeiro, projeto de autoria do Engenheiro Brigadeiro Jacques Funck ("Plan des Fortifications proposées sur la hauteur de S. Thereze (Rio de Janeiro)", 1768-1769. Arquivo Histórico Ultramarino, Lisboa).
Um outro projeto, anônimo, atribuído a José Custódio de Sá e Faria ("Plano da Cidade do Rio de Janeiro Capital do Estado do Brazil", 1769. Mapoteca do Itamaraty, Rio de Janeiro) também prevê um Reduto para o morro de Santa Teresa, em "B. Reductos destacados para ocupar os Padrastos mais próximos da cidade (…)".
Estes projetos não chegaram a ser executados.